# Canadian Soccer Club
Canadian Soccer Club is een Uruguayaanse voetbalclub uit de hoofdstad Montevideo. 

## Geschiedenis
De club werd eind 2010 opgericht door de Uruguyaanse gemeenschap die naar Canada uitgeweken was en een club wilde in het thuisland dat hen vertegenwoordigde. De club ging in 2011 van start in de amateurreeks, de derde klasse. In 2013 won de club de titel en promoveerde zo. 